# Chihayafuru Part 3
Pour plus de détails, voir Fiche technique et Distribution.
Chihayafuru Part 3 (ちはやふる 結び, Chihayafuru Musubi) est un film japonais écrit et réalisé par Norihiro Koizumi, sorti le 17 mars 2018.

## Synopsis
C'est le dernier volet de la trilogie des Chihayafuru, dont le premier est Chihayafuru Part 1 (en), basée sur le manga Chihayafuru de Yuki Suetsugu (publié depuis le 28 décembre 2007).
Il totalise plus de 10 millions $ au box-office japonais de 2018.
L'histoire se déroule deux ans après Chihayafuru Part 2 et Chihaya (Suzu Hirose) est maintenant devenue lycéenne.

## Distribution
- Suzu Hirose : Chihaya Ayase
- Shūhei Nomura (en) : Taichi Mashima
- Mackenyu : Arata Wataya
- Mone Kamishiraishi : Kanade Ōe
- Yūma Yamoto : Yūsei Nishida
- Yūki Morinaga : Tsutomu Komano
- Hiroya Shimizu : Akihito Sudō
- Mio Yūki (en) : Sumire Hanano
- Kaya Kiyohara : Iori Wagatsuma
- Hayato Sano : Akihiro Tsukuba
- Mayu Matsuoka : Shinobu Wakamiya
- Kento Kaku (en) : Hisashi Suo
- Miyuki Matsuda (en) : Taeko Miyauchi
- Jun Kunimura : Harada Hideo

## Production
Le tournage a lieu de mai à juin 2017.